# Kenwood
Kenwood é um lugar designado pelo censo localizado no condado de Hamilton no estado estadounidense de Ohio. No Censo de 2010 tinha uma população de 6.981 habitantes e uma densidade populacional de 1.169,36 pessoas por km².

## Geografia
Kenwood encontra-se localizado nas coordenadas 39° 12′ 25″ N, 84° 22′ 31″ O. Segundo a Departamento do Censo dos Estados Unidos, Kenwood tem uma superfície total de 5.97 km², da qual 5.97 km² correspondem a terra firme e (0.04%) 0 km² é água.

## Demografia
Segundo o censo de 2010, tinha 6.981 habitantes residindo em Kenwood. A densidade populacional era de 1.169,36 hab./km². Dos 6.981 habitantes, Kenwood estava composto pelo 84.07% brancos, o 6.95% eram afroamericanos, o 0.07% eram amerindios, o 6.62% eram asiáticos, o 0.06% eram insulares do Pacífico, o 0.37% eram de outras raças e o 1.86% pertenciam a duas ou mais raças. Do total da população o 2.76% eram hispanos ou latinos de qualquer raça.

## Localidades na vizinhança
O diagrama seguinte representa as localidades num raio de 4 km ao redor de Kenwood.